# De olijke olifant
De olijke olifant is het honderdzestiende stripverhaal uit de reeks van Suske en Wiske. Het is geschreven door Paul Geerts en gepubliceerd in TV Ekspres van 25 juni 1977 tot en met 8 juli 1978. De eerste albumuitgave in de Vierkleurenreeks was in november 1978, met nummer 170.

## Locaties
- België, park, sluis, Zuiderlaan, huis en laboratorium van professor Barabas, huis van tante Sidonia, de Alpen

## Personages
- Suske, Wiske met Schanulleke, tante Sidonia, Lambik, Jerom, professor Barabas, agenten, broeders gekkenhuis, nozem, Ben en Martha, kaartlegster, Kelten, hoofdman en zijn dochter Clothilde, man met dochter, vrouw, Hannibal Barkas en zijn leger met olifanten

## Uitvindingen
- De teletijdmachine

## Het verhaal
Lambik ziet een nozem op een motorfiets voorbijrijden terwijl hij onderweg is naar tante Sidonia. Hij ergert zich hieraan, maar dan blijkt Suske ook zo'n motorfiets te hebben gewonnen. Inmiddels kampt Wiske met een identiteitscrisis. Suske zoekt haar, maar ze verbergt zich. Op de vlucht voor politie en medewerkers van een gekkenhuis valt ze in een rivier. Ze wordt door een schipperskoppel, Ben en Martha, uit het water gehaald en komt bij op de lichter. Wiske ontmoet een kaartlegster en krijgt een medaillon waarin men zijn geweten kan zien. Wiske hoort dat Ben de politie waarschuwt en ze verstopt zich in een kist. Bij de sluis kan Wiske ontkomen. Als ze langs de zoo loopt, bedenkt ze dat ze de tocht van Hannibal Barkas zou willen meemaken, iets wat de kaartlegster al heeft voorspeld. Wiske rent naar professor Barabas, maar die is op reis. Daarop breekt ze in. De politie belt intussen met tante Sidonia, Wiske is gezien op de Zuiderlaan. De vrienden gaan snel naar het laboratorium van de professor en zien nog dat Wiske de teletijdmachine heeft gebruikt, maar het toestel is kapotgegaan. Schanulleke ligt op de vloer en Wiske belandt in de Alpen in het jaar 218 voor Christus. Ze steelt kleren van een zwemmend meisje, Clothilde, en vecht hierna om haar bezittingen. Wiske verliest en moet als straf het wasgoed schoonmaken. Wiske bouwt een wasmachine, maar als ze het wasgoed aan de mensen uitdeelt blijkt er modder in te zitten. Clothilde heeft dit gedaan, maar voordat Wiske gestraft kan worden wordt er alarm uitgeroepen. Er trekt een legermacht door de Alpen. Om zich te beschermen, willen de Kelten een hinderlaag leggen. 
Wanneer ze een olifant zien, vluchten ze in paniek weg. Wiske noemt het vriendelijke dier Surus. Zij en Clothilde sluiten vriendschap, en plakt samen met Clothilde lijm aan grote stenen waardoor de hinderlaag mislukt. Wiske kan op Surus aan de woedende Kelten ontkomen en neemt afscheid van Clothilde. Surus zoekt andere kleding voor Wiske en ze noemt zich nu Wiskya. Ze breit een sjaal voor het dier. Hierna sluit ze zich aan bij Hannibals troepen (50.000 man voetvolk, 9000 ruiters en 38 olifanten). Wiske maakt zich geliefd bij de soldaten wanneer ze erin slaagt een ravijn dat door rotsblokken versperd wordt toegankelijk te maken door zout in de spleten te laten gooien en vervolgens water; het zout zet uit, waardoor de rotsblokken verpulveren. Wiske laat zich overhalen om te dobbelen en speelt vals. Ook wijst ze Surus af die ze nu als een storende factor in haar nieuwe leven beschouwt. Een man waarschuwt Wiske voor haar gedrag, maar ze trekt zich er niks van aan. Geconfronteerd met een nieuwe afgrond bedenkt Wiske een hefboommechanisme om de olifanten naar de overkant te takelen. Ze twijfelt erg of het wel kan, maar als het inderdaad lukt is ze weer de held.  Ze wil stoer overkomen en slaat daarom sterke drank van de ruige strijders niet af. Maar dat bevalt slecht. Stomdronken wordt ze achtergelaten. Als ze wakker wordt is alleen Surus nog bij haar. De winter begint en Wiske waarschuwt Hannibal niet in dit seizoen over de Alpen te trekken, maar zijn soldaten vinden haar een bedreiging en willen Rome snel plunderen. Ze schieten op Hannibal. Wiske krijgt de schuld, Hannibal trapt er in, en ze wordt in een kooi opgesloten. Surus kan haar bevrijden. Ze heeft spijt dat ze zo lelijk tegen hem heeft gedaan.
Inmiddels heeft professor Barabas de teletijdmachine hersteld en flitst hij Lambik, tante Sidonia en Suske naar het verleden. Ze overnachten in een grot en Lambik houdt de wacht, maar heeft erge honger en ruilt Schanulleke voor wat voedsel. De volgende dag voorkomt Jerom dat Wiske wordt neergeschoten door boogschutters, Suske vertelt dan dat Lambik Schanulleke voor haar heeft meegenomen. Lambik moet dan opbiechten dat hij Schanulleke heeft geruild voor voedsel en Wiske wil haar woede uiten, maar het medaillon laat dan opnieuw van zich horen. Surus vertrekt en ziet even later een meisje met Schanulleke spelen, hij pakt het popje af en brengt dit naar Wiske. Dan vallen de Kelten aan en de vrienden worden weggeflitst. Wiske vraagt aan Surus of hij met haar mee wil naar haar tijd, maar het olifantje wil zijn moeder en het leger achterna. Wiske neemt afscheid en wordt dan bedreigd door de boze Kelten. Ze roept om teruggeflitst te worden, maar dat gebeurt lange tijd niet. Ze denkt dat het te laat is. Op het moment dat ze haar hoofd willen afhakken wordt ze naar haar eigen tijd teruggeflitst. Ze heeft ontdekt dat ze ondanks haar slechte eigenschappen toch best een goed karakter heeft.

## Culturele verwijzingen
- Als Wiske in de rivier valt en wordt opgemerkt door een schipper en zijn vrouw op een lichter, vraagt de man waar het meisje ergens in het water ligt. Hierop zegt de vrouw: "Tussen wal en schip", wat in grote drukletters is weergegeven en een verwijzing is naar de gelijknamige Vlaams-Nederlandse dramaserie Tussen wal en schip die in 1977, toen dit verhaal gepubliceerd werd, op televisie verscheen. Hun namen, Ben en Martha, zijn dezelfde als de hoofdpersonages in de serie.

- In het Neroalbum Beo de Verschrikkelijke (1952) noemde Nero een baby-olifantje "Hannibal". Jaren later, in 1977, toevallig in hetzelfde jaar dat dit Suske en Wiskealbum verscheen, bracht Marc Sleen ook het Nero-album "Hannibal" (1977) uit, waarin Clo-Clo bevriend raakt met een baby-olifantje dat "Hannibal" heet.